# فورتنام أند ميسون
فورتنام أند ميسون Fortnum & Mason هو متجر فاخر يقع في شارع بيكاديللي في لندن.
وله فروع في محطة قطار بانكراس ومطار هيثرو في لندن.
أسسه وليام فورتنام وهيو ميسون عام 1707.
وتملكه اليوم شركة ويتنتون للاستثمار المحدودة.